# Александр Суме
Александр Суме (фр. Alexandre Soumet; 18 лютого 1788, Кастельнодарі, — 30 березня 1845, Париж) — французький поет і драматург, член Французької академії.

## Біографія
20 років від народження написав поему «Le fanatisme», через два роки — поему «L'incrédulité», що мала досить великий успіх. В епоху Реставрації, яку Суме оспівав у своїх віршах, його було призначено завідувачем королівської бібліотеки в Сен-Клу. Суме намагався примирити у творчості класичні симпатії із захопленням деякими тезами романтичної школи. З його п'єс користувалися особливим успіхом Clytemnestre, Saul (1822), Cleopâtre (1824), Une fête de Néron (1830); на сюжет його трагедії «Норма» Вінченцо Белліні написав оперу «Норма». Декілька п'єс, наприклад «Le chêne du roi», «Jane Gray», Суме написав у співпраці з іншими особами. Йому належить також велика поема «La divine épopée» (1840; 12 піснею), навіяна Шатобріаном і особливо «Божественною комедією» Данте, написана місцями дуже гарною мовою, але позбавлена безпосереднього натхнення. Інша епічна поема Суме, «Jeanne d'Arc» (1845), свого часу мала успіх, але тепер зовсім забута.